# Liège-Bastogne-Liège 2010
Liège-Bastogne-Liège 2010 var den 96. udgave af Liège-Bastogne-Liège. Løbet blev arrangeret 25. april 2010.

## Hold
26 hold blev inviteret til løbet, 17 af de 18 ProTour-hold og 9 professionelle kontinentalhold.
| ProTour-hold | Professionelle kontinentalhold |
| --- | --- |
| - AG2R La Mondiale - Astana - Caisse d'Epargne - Euskaltel-Euskadi - Française des Jeux - Garmin-Transitions - Team HTC-Columbia - Katusha - Lampre-Farnese Vini - Liquigas-Doimo - Team Milram - Omega Pharma-Lotto - Quick Step - Rabobank - Team RadioShack - Team Saxo Bank - Team Sky | - Acqua & Sapone - Androni Giocattoli - Bbox Bouygues Télécom - BMC Racing Team - Cervélo TestTeam - Cofidis - Landbouwkrediet - Saur-Sojasun - Topsport Vlaanderen-Mercator |

## Resultater
|    | Rytter              | Hold               | Tid     |
| -- | ------------------- | ------------------ | ------- |
| 1  | Aleksandr Vinokurov | Astana             | 6:37.48 |
| 2  | Aleksandr Kolobnev  | Katusha            | + 0.06  |
| 3  | Alejandro Valverde  | Caisse d'Epargne   | + 1.04  |
| 4  | Philippe Gilbert    | Omega Pharma-Lotto | + 1.04  |
| 5  | Cadel Evans         | BMC Racing Team    | + 1.04  |
| 6  | Andy Schleck        | Team Saxo Bank     | + 1.07  |
| 7  | Igor Anton          | Euskaltel-Euskadi  | + 1.07  |
| 8  | Chris Horner        | Team RadioShack    | + 1.07  |
| 9  | Fränk Schleck       | Team Saxo Bank     | + 1.07  |
| 10 | Alberto Contador    | Astana             | + 1.07  |

## Ekstern henvisning
- Løbets hjemmeside